# TLCD2
TLCD2 (англ. TLC domain containing 2) – білок, який кодується однойменним геном, розташованим у людей на 17-й хромосомі. Довжина поліпептидного ланцюга білка становить 264 амінокислот, а молекулярна маса — 28 733.
| 10         |  | 20         |  | 30         |  | 40         |  | 50         |
| ---------- |  | ---------- |  | ---------- |  | ---------- |  | ---------- |
| MAPTGLLVAG |  | ASFLAFRGLH |  | WGLRRLPTPE |  | SAARDRWQWW |  | NLCVSLAHSL |
| LSGTGALLGL |  | SLYPQMAADP |  | IHGHPRWALV |  | LVAVSVGYFL |  | ADGADLLWNQ |
| TLGKTWDLLC |  | HHLVVVSCLS |  | TAVLSGHYVG |  | FSMVSLLLEL |  | NSACLHLRKL |
| LLLSRQAPSL |  | AFSVTSWASL |  | ATLALFRLVP |  | LGWMSLWLFR |  | QHHQVPLALV |
| TLGGIGLVTV |  | GIMSIILGIR |  | ILVNDVLQSR |  | PHPPSPGHEK |  | TRGTRTRRDN |
| GPVTSNSSTL |  | SLKD       |  |            |  |            |  |            |

A: Аланін

C: Цистеїн

D: Аспарагінова кислота

E: Глутамінова кислота

F: Фенілаланін

G: Гліцин

H: Гістидин

I: Ізолейцин

K: Лізин

L: Лейцин

M: Метіонін

N: Аспарагін

P: Пролін

Q: Глутамін

R: Аргінін

S: Серин

T: Треонін

V: Валін

W: Триптофан

Локалізований у мембрані.